# MFK Zemplín Michalovce
Maillots
Actualités
Le MFK Zemplín Michalovce est un club slovaque de football. Il est basé à Michalovce.

## Historique des noms
- 1912 : Michalovský FS (Michalovský futbalový spolok)
- 1914 : Nagymihályi AC (Nagymihályi athleticai club)
- 1922 : Michalovský AC (Michalovský atletický club)
- 1926 : ŠK Michalovce (Športový klub Michalovce)
- 1928 : ŠK Snaha Michalovce
- 1931 : FAK Michalovce (Futbalový a atletický klub Michalovce)
- 1938 : ŠK Zemplín Michalovce (Športový klub Zemplín Michalovce)
- 1945 : TJ Zemplín Vihorlat Michalovce (Telovýchovná jednota Zemplín Vihorlat Michalovce)
- 1991 : MFK Zemplín Michalovce (Mestský futbalový klub Zemplín Michalovce)